# Courson-Monteloup
Courson-Monteloup è un comune francese di 593 abitanti situato nel dipartimento dell'Essonne nella regione dell'Île-de-France.

## Società

### Evoluzione demografica
Abitanti censiti